# Bahnstrecke Dittaino–Caltagirone
| Streckenlänge: | 71,2 km                                    |                            |                          |
| Spurweite: | 950 mm (ital. Meterspur)                   |                            |                          |
| Zahnstangensystem: | Strub (zwischen Mulinello und Valguarnera) |                            |                          |
| |                                            |                            |                          |
| \| \| \| von Catania \| \| \| \| 0 \| Dittaino \| 255 m s.l.m. \| \| \| \| nach Caltanissetta Xirbi \| \| \| \| \| nach Leonforte bis 1959 \| \| \| \| 7,4 \| Mulinello \| 313 m s.l.m. \| \| \| \| Beginn Zahnstange \| \| \| \| 13,9 \| Valguarnera \| 565 m s.l.m. \| \| \| \| Ende Zahnstange \| \| \| \| 19,7 \| Floristella \| 623 m s.l.m. \| \| \| 21,2 \| Grottacalda \| 648 m s.l.m. \| \| \| 27,7 \| Ronza \| 791 m s.l.m. \| \| \| 33,3 \| Bekkia-Aidone \| 696 m s.l.m. \| \| \| 35,6 \| Piazza Armerina \| 696 m s.l.m. \| \| \| 41,5 \| Leano \| 633 m s.l.m. \| \| \| 43,3 \| Rasalgone \| 576 m s.l.m. \| \| \| 45,3 \| Gallinica \| 530 m s.l.m. \| \| \| 51,2 \| Mirabella Imbaccari \| 465 m s.l.m. \| \| \| 57,4 \| S. Michele di Ganzaria \| 382 m s.l.m. \| \| \| 65,5 \| Salvatorello \| 480 m s.l.m. \| \| \| 69,4 \| Cappuccini \| Cappuccini \| \| \| 71,2 \| Caltagirone, alter Bahnhof \| 513 m s.l.m. \| \| \| \| nach Lentini Diramazione \| \| |                                            |                            |                          |
| Strecke |                                            | von Catania                | von Catania              |
| Bahnhof · Kopfbahnhof Streckenanfang (Strecke außer Betrieb) | 0                                          | Dittaino                   | 255 m s.l.m.             |
| Strecke nach rechts · Strecke (außer Betrieb) |                                            | nach Caltanissetta Xirbi   | nach Caltanissetta Xirbi |
| Abzweig geradeaus und nach rechts (Strecke außer Betrieb) |                                            | nach Leonforte bis 1959    | nach Leonforte bis 1959  |
| Haltepunkt / Haltestelle (Strecke außer Betrieb) | 7,4                                        | Mulinello                  | 313 m s.l.m.             |
| |                                            | Beginn Zahnstange          |                          |
| Bahnhof (Strecke außer Betrieb) | 13,9                                       | Valguarnera                | 565 m s.l.m.             |
| |                                            | Ende Zahnstange            |                          |
| Haltepunkt / Haltestelle (Strecke außer Betrieb) | 19,7                                       | Floristella                | 623 m s.l.m.             |
| Bahnhof (Strecke außer Betrieb) | 21,2                                       | Grottacalda                | 648 m s.l.m.             |
| Bahnhof (Strecke außer Betrieb) | 27,7                                       | Ronza                      | 791 m s.l.m.             |
| Bahnhof (Strecke außer Betrieb) | 33,3                                       | Bekkia-Aidone              | 696 m s.l.m.             |
| Bahnhof (Strecke außer Betrieb) | 35,6                                       | Piazza Armerina            | 696 m s.l.m.             |
| Haltepunkt / Haltestelle (Strecke außer Betrieb) | 41,5                                       | Leano                      | 633 m s.l.m.             |
| Haltepunkt / Haltestelle (Strecke außer Betrieb) | 43,3                                       | Rasalgone                  | 576 m s.l.m.             |
| Bahnhof (Strecke außer Betrieb) | 45,3                                       | Gallinica                  | 530 m s.l.m.             |
| Bahnhof (Strecke außer Betrieb) | 51,2                                       | Mirabella Imbaccari        | 465 m s.l.m.             |
| Bahnhof (Strecke außer Betrieb) | 57,4                                       | S. Michele di Ganzaria     | 382 m s.l.m.             |
| Bahnhof (Strecke außer Betrieb) | 65,5                                       | Salvatorello               | 480 m s.l.m.             |
| Bahnhof (Strecke außer Betrieb) | 69,4                                       | Cappuccini                 | Cappuccini               |
| Kopfbahnhof Streckenende (Strecke außer Betrieb) · Kopfbahnhof Streckenanfang (Strecke außer Betrieb) | 71,2                                       | Caltagirone, alter Bahnhof | 513 m s.l.m.             |
| Strecke (außer Betrieb) |                                            | nach Lentini Diramazione   | nach Lentini Diramazione |

Die Bahnstrecke Dittaino–Caltagirone war eine eingleisige Schmalspurbahn im Südosten Siziliens. Die Strecke führte von Dittaino an der Strecke Catania–Palermo über 71 km nach Caltagirone. Die abschnittsweise mit Zahnstangen (System Strub) versehene Strecke wurde zwischen 1912 und 1930 eröffnet und zwischen 1969 und 1971 stillgelegt.

## Geschichte
Die Strecke wurde konzipiert, um die Schwefelgruben von Valguarnera, Floristella und Grottacalda mit dem Hafen von Catania zu verbinden. Der erste Streckenabschnitt zwischen Dittaino und Valguarnera konnte am 12. April 1912 eröffnet werden. Grottacalda wurde am 29. August 1914 erreicht. 
Der Erste Weltkrieg verzögerte den Bau, sodass die Strecke von Grottacalda nach Piazza Armerina erst am 7. September 1920 dem Verkehr übergeben werden konnte. Nach dem Zusammenbruch des Schwefelpreises 1922 war das Interesse am Weiterbau nur noch mäßig. Das Teilstück zwischen Piazza Armerina und Caltagirone wurde erst am 28. Oktober 1930 eröffnet. Zudem wurde auf diesem Abschnitt auch rigoros gespart, sodass der Betrieb von Beginn häufigen Unterbrechungen ausgesetzt war.
Nachdem 1955 ein Erdrutsch eine Brücke beschädigt hatte, war der letzte Abschnitt unterbrochen. Der Betrieb wurde am 2. Februar 1965 offiziell eingestellt und die Strecke zwischen Piazza Armerina und Caltagirone am 25. Juni 1969 stillgelegt. Zwei Jahre später, am 11. Juli 1971, erfolgte die Betriebseinstellung zwischen Dittaino und Piazza Armerina.

## Betrieb
Die Strecke wurde von den FS betrieben. Der gesamte Betrieb wurde zunächst mit Dampflokomotiven mit einer Höchstgeschwindigkeit von 30 km/h abgewickelt. Ab 1949 wurden für den Personenverkehr Dieseltriebwagen des Typs RALn 60 eingesetzt. Das Depot befand sich in Piazza Armerina.
Am Hausbahnsteig – Gleis 1 – des Bahnhofs Catania Centrale steht als Denkmal die Dampflok R.370.012. Die 1915 gebaute und am 8. August 1985 aufgestellte Lok war bis zur Einstellung der Strecke hier im Einsatz.